# Hutberg (Großschönau)

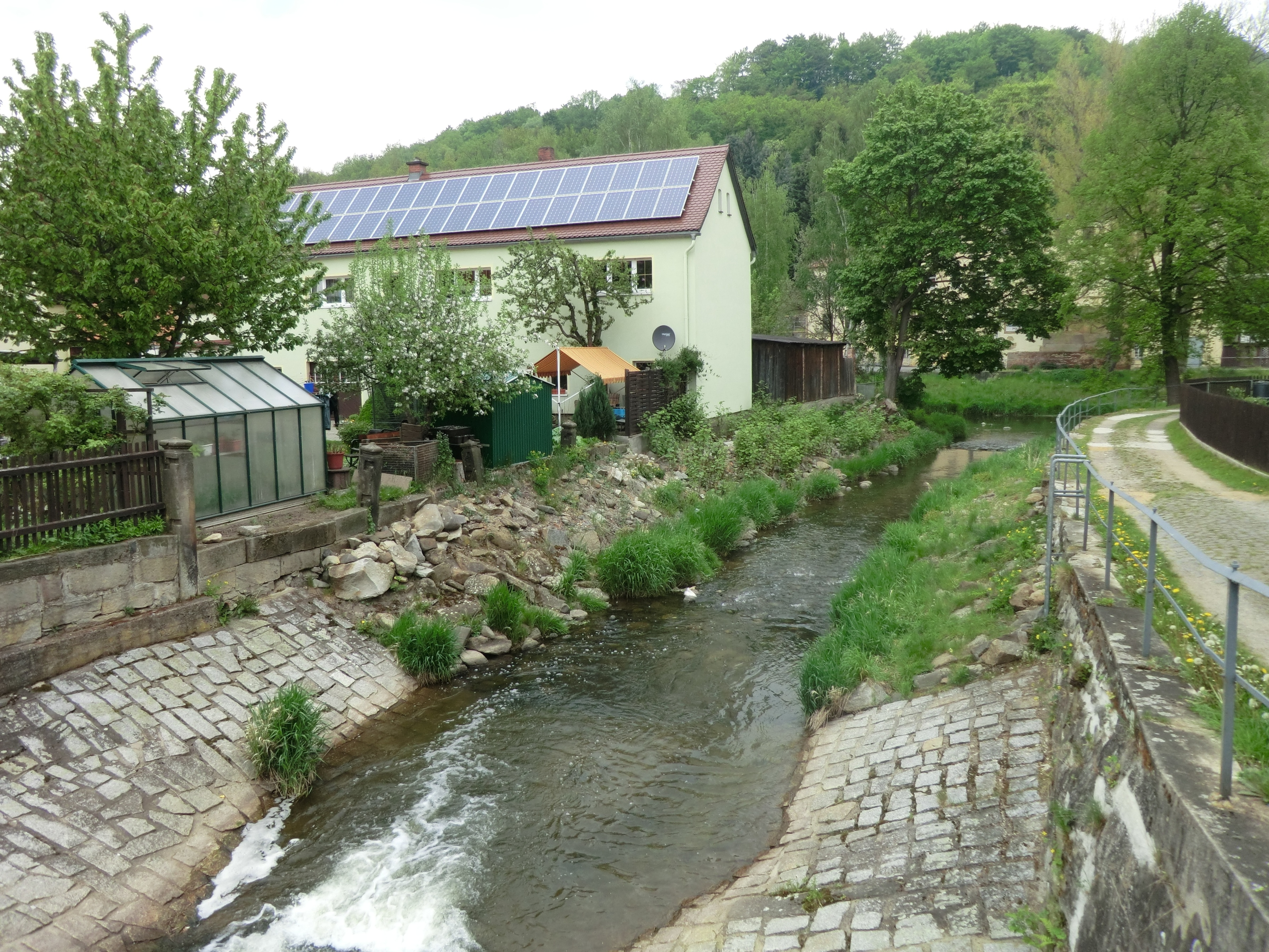
Die Lausur am Fuße des Hutberges

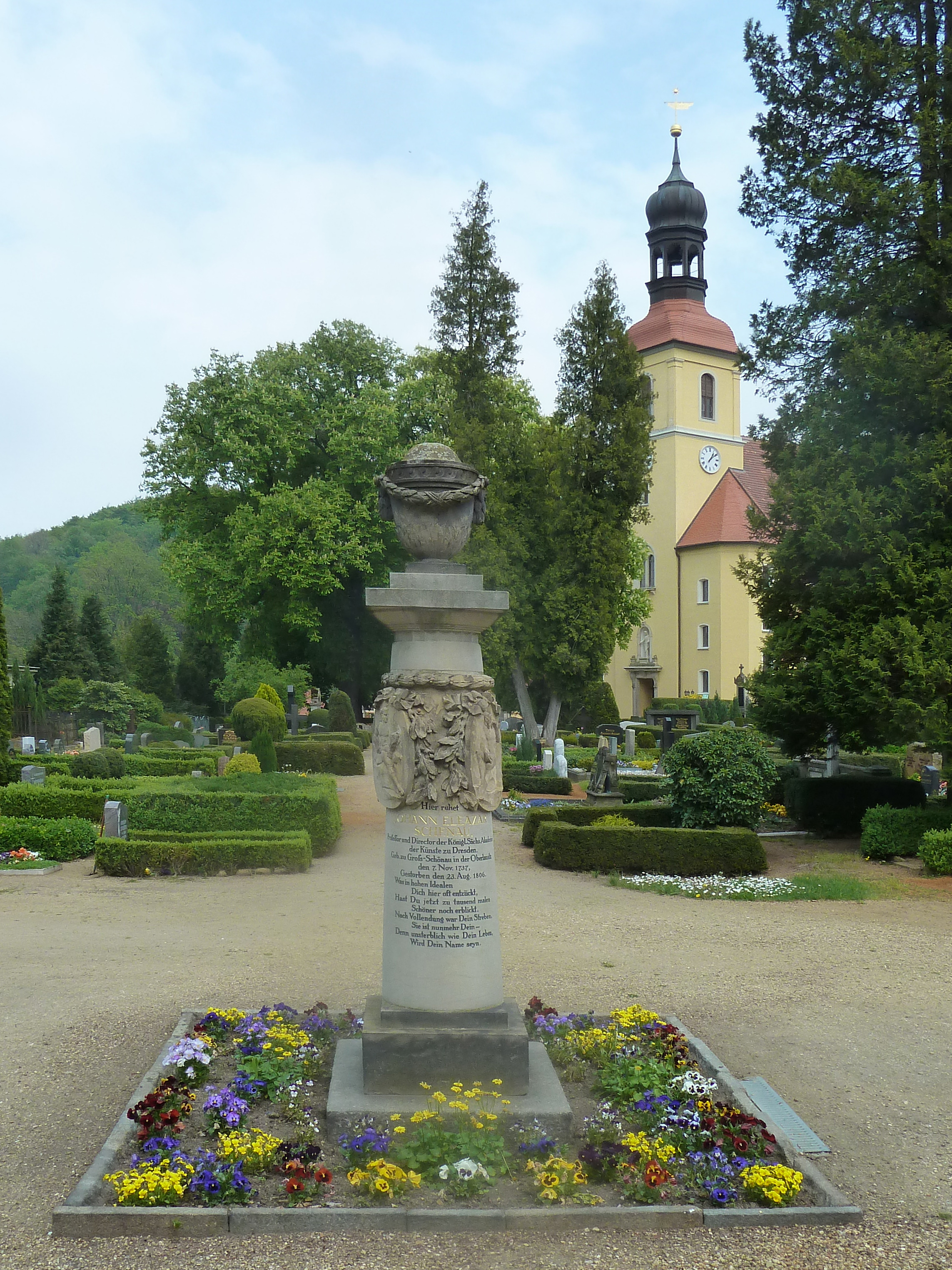
Blick vom Schenau-Grab zum Hutberg

Der Hutberg ist eine 371,5 Meter hohe Kuppe im Großschönauer Becken- und Kuppenland in der Östlichen Oberlausitz im Freistaat Sachsen. Der bewaldete Berg erhebt sich gegenüber der Ortsmitte von Großschönau und der Einmündung der Lausur über dem Mandautal. Auf dem Hausberg von Großschönau wurden seit dem Ende des 18. Jahrhunderts Feste gefeiert; die 1878 eröffnete Hutbergbaude ist das Zentrum des kulturellen Lebens im Ort. Vom vor der Baude gelegenen Lichten Plan bietet sich ein Ausblick auf das Ortszentrum mit der Kirche vor dem Panorama des Lausitzer Gebirges mit den Gipfeln von Lausche, Weberberg und Tollenstein.

## Beschreibung
Der Hutberg wird im Süden und Westen von der Mandau umflossen, in die am südlichen Fuß des Berges die Lausur fließt. Westlich des Berges verläuft die Staatsstraße 135 von Großschönau nach Spitzkunnersdorf, von der die über den Berg führende Hutbergstraße abzweigt. Nördlich erheben sich im Hofebusch der Pfaffenberg (418 m ü.NN), Forstenberg (454,8 m ü.NN) und Lindeberg (459,3 m ü.NN), nordöstlich der Wiedeberg (396,6 m ü.NN), südöstlich der Hofeberg (325 m ü.NN) und der Breiteberg (506,8 m ü.NN), südwestlich der Jahnsberg (352 m ü.NN) und der Finkenhübel (410,6 m ü.NN), nordwestlich der Steinberg (357,7 m ü.NN) und der Warnsdorfer Spitzberg (544,3 m ü.NN).

## Geschichte
Der in der Oberlausitz häufige Name des Berges lässt darauf schließen, dass er ursprünglich zur Hutung genutzt wurde.
Der Berg gehörte zu den Fluren des Rittergutes Großschönau, das Hertwig von Nostitz 1587 an den Zittauer Rat verkaufte.
Die älteste Nachricht über ein Volksfest auf dem Hutberg stammt vom Mai 1779, als die Großschönauer Einwohner auf dem Berg den Frieden von Teschen feierten. Anlässlich der Feier der Geburt des Prinzen Friedrich August wurde der Hutberg 1797 illuminiert. Die Rückkehr des Königs Friedrich August I. aus der preußischen Gefangenschaft wurde 1815 in Großschönau mit einem Festaufzug auf den illuminierten und dekorierten Hutberg sowie einem Feuerwerk gefeiert. Drei Jahre später wurde auf dem Berg das 50-jährige Thronjubiläum des Königs mit einem Volksfest begangen. Auf dem Berg leuchtete eine 15 Ellen hohe Pyramide mit 700 Lichtern, es erklangen patriotische Lieder; außerdem wurden Mörsersalven und Feuerwerk abgefeuert.
1876 wurde ein Komitee zum Kauf des Hutbergs von der Stadt Zittau gebildet, dem der Damastwebermeister Ernst Heinrich Paul vorstand. Das Vorhaben fand in dem am Fuße des Berges geborenen Zittauer Stadtverordneten David Goldberg einen starken Unterstützer. Bei der Taxation wurden 10.264 Bäume mit einer Stammstärke von mindestens 3 Zoll ermittelt. Die Gemeinde kaufte den Berg für 12.000 Mark, wovon 5216 Mark durch eine Spendensammlung unter den Einwohnern aufgebracht werden konnten. Am 1. April 1877 wurde der Hutberg an die Gemeinde Großschönau übergeben. Wenig später begann der Fleischer Friedrich Frenzel mit der Errichtung eines Gasthauses auf dem Berg. Die Eröffnung der Hutbergbaude erfolgte 1878.
Um 1880 entstand bei der Baude ein Konzertpavillon. Durch den Hutberg-Verein wurde 1889 der Kaiserhain angelegt. Zu Ehren von Theodor Körner und Turnvater Jahn pflanzte der Verein zwei Eichen. Nach der Auflösung des Hutberg-Vereins übernahm der Gartenbauausschuss der Gemeinde Großschönau die Pflege der Anlagen.
1889 wurde der Gesellschaftsplatz „Kaiserhain“ mit einer Büste Wilhelms I. eingeweiht. 1892 kamen Büsten des Reichskanzlers Otto von Bismarck und des Generalfeldmarschalls Helmuth von Moltke hinzu. Auch der Dichter der Befreiungskriege Theodor Körner und der Turnvater Ludwig Jahn wurden geehrt, indem man nach ihnen benannte Eichen pflanzte. 1912 erhielten die Wege am Hutberg eine Beleuchtung.
1923 stellte der Hutberg-Verein infolge der Inflation seine Tätigkeit ein. Die Pflege des Hutberges übernahm der Gartenbauausschuss der Gemeinde. Im Laufe der Zeit entstanden noch die Knöselgrotte, die Feuerwehrgrotte, der Krausebrunnen und das Hexenhäusel. Im Frühjahr 2010 entstand eine neue Panoramaplatte auf dem Lichten Plan.

### Hutberg-Verein
Der aus dem Komitee zum Kauf des Hutbergs hervorgegangene Hutberg-Verein sorgte für die Verschönerung des Berges und investierte in den ersten beiden Jahrzehnten nach dem Kauf des Berges mehr als 21.000 Mark. Ein Großteil dieser Summe wurde durch Sponsoring eingenommen. Die örtlichen Vereine und Fuhrwerksbesitzer unterstützten den Hutberg-Verein durch unentgeltliche Arbeitsleistungen. Im Jahre 1892 wurden beispielsweise 260 Fuhren erbracht. Ergebnisse der Vereinsarbeit waren u. a. die Anlegung des Kaiserhains und die Pflanzung der Körner- und der Jahnlinde. In Folge des Verlustes des Vermögens durch die Inflation löste sich der Verein 1923 auf.
Vereinsvorsitzende waren:
- 1877–1888: Ernst Heinrich Paul
- 1888–1902: Gotthelf Goldberg
- 1902–1917: Ernst Eichler
- 1917: Theodor Richter
- 1917–1921: Hermann Schiffner
- 1921–1923: Bürgermeister Gebauer

### Hutbergbaude

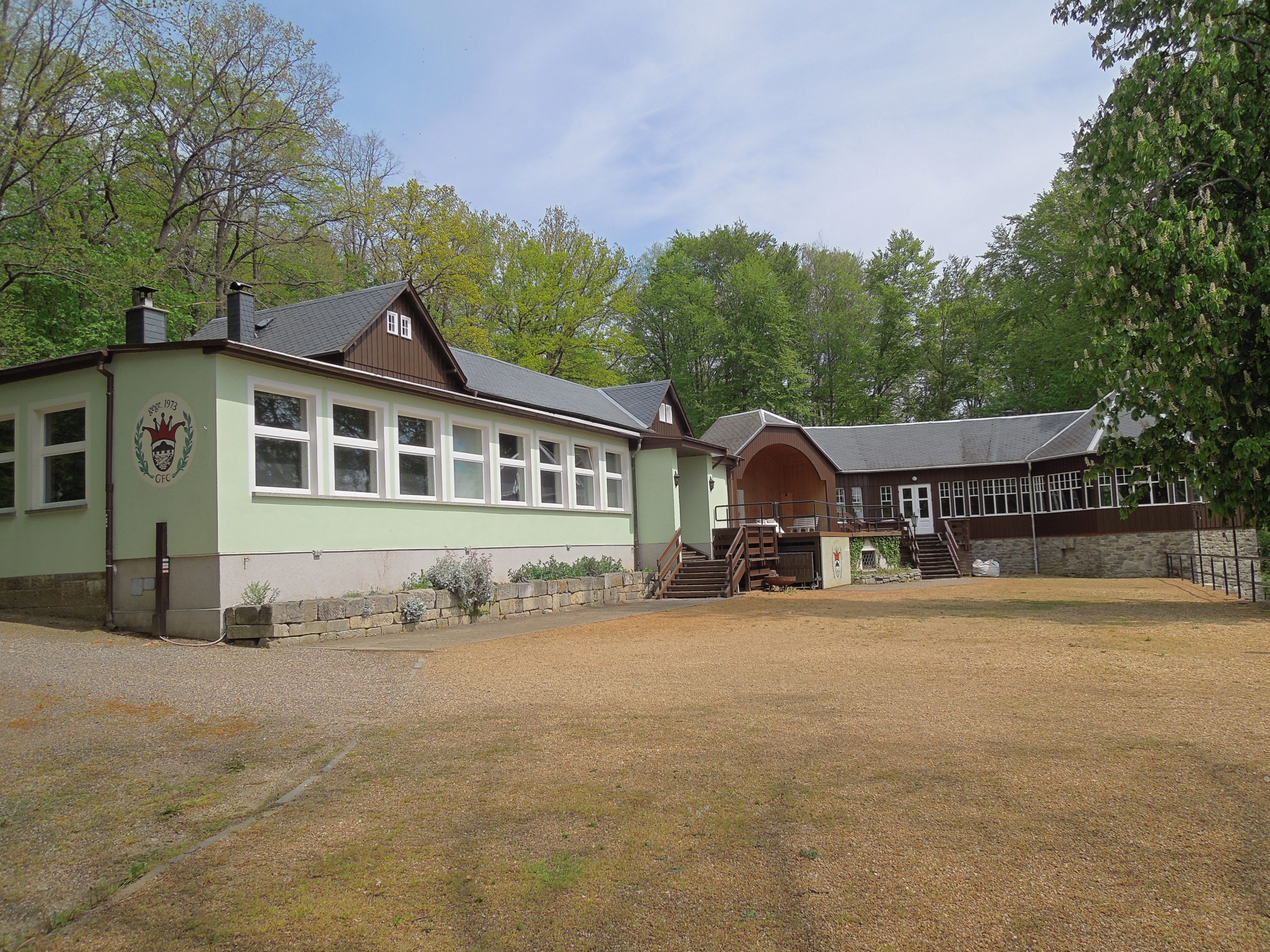
Hutbergbaude

1877 begann der Fleischer Friedrich Frenzel mit der Errichtung eines Gasthauses südwestlich des Hutberggipfels. Die 1878 eröffnete Hutbergbaude war anfänglich nur saisonal von April bis Oktober bewirtschaftet. Um 1880 erhielt sie ein Billardzimmer. Nach einer größeren Erweiterung der Baude war ab 1885 ein ganzjähriger Gaststättenbetrieb möglich. 1899 erhielt die Gaststätte einen Anschluss an die Gasversorgung. Nach dem Tod des Hutbergwirtes Frenzel führte seine Witwe die Baude ab 1900 weiter. 1906 erfolgte der Bau einer Wasserleitung auf den Hutberg. 1910 verkaufte die Witwe Frenzel die Baude an die Gemeinde, die Bewirtschaftung erfolgte durch den Pächter Hermann Hänsel. 1914 erfolgte eine erneute Erweiterung um eine Musikhalle, Veranda und einen Küchenanbau. Beim Umbau von 1925 wurden zeitgemäße Toiletten sowie eine Verbindung von der alten zur neuen Veranda geschaffen. Glasveranda und die anschließenden Gasträume wurden 1934 vergrößert. Ab 1921 war die Gaststätte an Gustav Tampe verpachtet, nach dessen Tod führte seine Schwiegertochter die Wirtschaft von 1941 bis 1947. Danach schloss sich eine Zeit hoher Fluktuation der Wirtsleute der inzwischen an die Konsumgenossenschaft übertragenen Baude an.
1971 pachtete das Ehepaar Liebe die Hutbergbaude. Der 1973 gegründete Großschönauer Faschingsclub nutzte die Hutbergbaude ab 1974 für seine Veranstaltungen und baute einen Kellerraum zum Vereinslokal aus. Durch den Hutbergfasching, der
im Kreis Zittau einen sehr guten Ruf genoss, wurde die Hutbergbaude weit über die Grenzen von Großschönau bekannt.
1989 begann die Konsumgenossenschaft Zittau mit der dringend notwendigen Rekonstruktion der Baude. Durch die Zäsur nach der Wende brach die Konsumgenossenschaft 1990 die Bauarbeiten ab und gab die Gaststätte auf. Nach der Rückübertragung der Baude an die Gemeinde suchte diese erfolglos nach einem Investor. Der damit einhergehende Leerstand sowie Vandalismus schädigten die Bausubstanz stark.
1996 beschloss der Großschönauer Faschingsclub die Übernahme der Ruine als Vereinshaus. Nach provisorischer Wiederherstellung der Medienanschlüsse und der Abdichtung des Daches fand am 4. Advent ein Posaunenkonzert am Weihnachtsbaum auf dem Lichten Plan statt. Damit sollte den Einwohnern ein Zeichen für die Beendigung des seit 1989 andauernden Dornröschenschlafes auf dem Hutberg gesetzt und sie zu uneigennützigem Engagement, wie zu Zeiten des Hutberg-Vereins animiert werden. Nach der Instandsetzung des Biergartens folgten weitere Veranstaltungen.
Im Rahmen einer einjährigen Förder-Maßnahme mit 24 Beschäftigten und zahlreichen freiwilligen Helfern wurde die Baude saniert. Sie wird seitdem vom Grußschinner Faschingsclub bewirtschaftet. Die Baude ist als Kulturdenkmal geschützt.

### Kaiserhain
Die feierliche Einweihung des durch den Hutberg-Verein angelegten Kaiserhains mit einer Büste Wilhelms I. erfolgte 1889. Drei Jahre später wurden dieser noch zwei Büsten Otto von Bismarcks und Helmuth Karl Bernhard von Moltkes zur Seite gestellt. Die drei Denkmäler wurden 1946 zerstört, erhalten blieb die Einfassung.